# Lana Kos
Lana Kos (* 1984 in Varaždin, SFR Jugoslawien) ist eine kroatische Opernsängerin der Stimmlage Sopran.

## Leben und Wirken
Lana Kos wurde im Jahre 1984 in der nordkroatischen Stadt Varaždin in der damaligen SFR Jugoslawien geboren. In noch jungen Jahren begann sie ihre musikalische Ausbildung, die sie unter anderem an der Muzička akademija Sveučilišta u Zagrebu, der Musikakademie der Universität Zagreb, fortsetzte. Im Speziellen wurde sie von Ljudmila Ivanova trainiert. Bereits als 17-Jährige debütierte sie im April 2002 als Königin der Nacht in Die Zauberflöte am Kroatischen Nationaltheater in Zagreb und sang bereits bald darauf ebendiese Rolle am Slowenischen Nationaltheater in Ljubljana. Mit der besonderen Klangfarbe und ihrer drei Oktaven umfassenden Stimme sowie der Leichtigkeit und Souveränität ihres Gesangs zeigte sie schon bald ihr großes Potential und wurde umgehend nach vollendetem Studium von der Bayerischen Staatsoper als Festengagement für vier Jahre verpflichtet. Bei ihrer Verpflichtung im Jahre 2006 war sie eine der jüngsten Solistinnen in der Geschichte des Opernhauses. Bereits davor wählte sie Mstislaw Leopoldowitsch Rostropowitsch für seine Inszenierung von Prokofjews Krieg und Frieden für die Solistenrolle der Natascha Rostowa im Moskauer Bolschoi-Theater aus. Bei ihrem Engagement in München trat sie in diversen Rollen in verschiedenen Sprachen auf und arbeitete mit prominenten Personen wie Kent Nagano, Marco Armiliato, Nicola Luisotti, Julian Kowatschew, Fabio Luisi, Kirill Garrijewitsch Petrenko, Daniele Gatti zusammen. 2008 erhielt sie die Hauptrolle in Das schlaue Füchslein an der Israeli Opera in Tel Aviv und erhielt noch im selben Jahr die Rolle der Madama Cortese in Rossinis Il viaggio a Reims an der Wexford Festival Opera in der südostirischen Stadt Wexford. Bereits ein Jahr später sang sie erstmals die Rolle der Kurtisane Violetta Valéry in Giuseppe Verdis La traviata am Slowenischen Nationaltheater Maribor. An diesem unterschrieb sie einen Zweijahresvertrag als Solistin und sang in weiterer Folge zwei große Rollen. Zum einen war dies die Rolle der Mimì in La Bohème, zum anderen die Rolle der Juliette in Gounods Roméo et Juliette.
Im April 2010 trat Kos in der Titelrolle der Lucia in Lucia di Lammermoor von Gaetano Donizetti am Kroatischen Nationaltheater „Ivan Zajc“ in Rijeka auf. Für ihre Rolle im Stück, bei dem Nikša Bareza als Dirigent und Damir Zlatar Frey als Regisseur in Erscheinung traten, erhielt Kos einen Preis des Kroatischen Nationaltheaters. Ihren wirklichen internationalen Durchbruch erlebte sie ab dem Jahre 2011, als sie unter anderem die von ihr bereits gespielte Violetta Valéry beim Arena di Verona Festival darstellte. Hier arbeitete sie nicht nur mit dem Dirigenten Carlo Rizzi zusammen, sondern auch mit dem argentinischen Regisseur und Kostümbildner Hugo de Ana, mit dem sie bereits bei ihrer ersten Darstellung der Violetta Valéry in Maribor zusammengearbeitet hatte. Im Februar 2012 erfolgte unter dem Dirigenten Bruno Bartoletti und dem Regisseur Henning Brockhaus eine Neuinszenierung von La traviata, bei der sie abermals als Violetta Valéry in Erscheinung trat. Zwei Monate später sah man sie abermals als Königin der Nacht in Die Zauberflöte am Kroatischen Nationaltheater in Zagreb, wo sie als 17-Jährige ihr Debüt gegeben hatte. Im Juli 2012 übernahm sie die Rolle der Micaela in einer neuen Produktion von Georges Bizets Carmen an der Israelischen Oper auf Masada. Einen Monat später wirkte sie mit dem Ensemble di Verona bei Konzerten in Nürnberg und München mit und war auch beim großen Konzert in Macerata anlässlich des 30. Todestages von Mario Del Monaco beteiligt. Im Oktober 2012 wirkte sich noch unter Del Monacos Sohn Giancarlo, mit dem sie liiert ist, als Manon in Puccinis Manon Lescaut an der Griechischen Nationaloper Athen mit.
2013 hatte sie Engagements am Nationalen Zentrum für Darstellende Künste in Peking, wo sie in der Rolle der Desdemona in Verdis Otello auftrat, sowie einen Monat später abermals als Violetta Valéry in Tel Aviv. Im Sommer 2013 mimte sie diesen Charakter abermals beim Arena di Verona Festival; diesmal mit Dirigent Andrea Battistoni und erneut mit Regisseur Hugo de Ana. Ebendiese Rolle sang sie im frühen Herbst auch in einer Produktion des Royal Opera House in Covent Garden in London, wobei Daniel Oren als Regisseur in Erscheinung trat; sowie in Guangzhou in China. Als Teil der Neuinszenierung von Verdis Otello spielte Kos die Rolle der Desdemona bei Auftritten in Palermo und gab ihr Rollendebüt in der Titelrolle in Verdis Luisa Miller in Lausanne. Ebenfalls erstmals trat sie in diesem Jahr vor brasilianischem Publikum als Micaela in Carmen auf. Im dritten Jahr in Folge trat sie beim Arena di Verona Festival in Verona auf; in diesem Jahr an der Seite des Tenors Vittorio Grigolo in Gounods Roméo et Juliette. Ein weiteres Mal spielte sie auch am Pekinger Nationalen Zentrum für Darstellende Künste, an dem man sie erneut in der Rolle der Desdemona sah. Zusammen mit dem Bariton Željko Lučić spielte sie auch bei den Schlussfeierlichkeiten des Dubrovnik Summer Festivals am 25. August 2014 in Dubrovnik.
Nach Auftritten als Desdemona São Paulo im Jahre 2015 folgten in diesem Jahr Gastengagements in La traviata an der Königlichen Oper in Stockholm, als Rosina in Il barbiere di Siviglia an der Festival Avenches Opéra, als Musetta in La Bohème in Palermo, sowie als Mimì in La Bohème an der Opera Naples in Florida. Des Weiteren mimte sie die Donna Anna in Don Giovanni in Peking und gab ihr Debüt als Amelia in Verdis Simon Boccanegra bei Auftritten in der Toskana. 2016 sang sie die Rolle der Elvira in Verdis Ernani am Kroatischen Nationaltheater in Split und spielte weitere Male die Luisa Miller im gleichnamigen Stück am Teatro Real in Madrid, wo sie an der Seite des Bariton Leo Nucci auftrat und James Conlon als Dirigent mitwirkte. Im Mai 2016 stellte sie die Mimì im Teatro Giuseppe Verdi in Triest dar und war in den Sommermonaten als Violetta Valéry am Teatro Lirico di Cagliari zu sehen. Im nachfolgenden Jahr 2017 debütierte sie als Marguerite in Gounods Faust an der Vilnius City Opera in Litauen und gab ebenfalls ihr Debüt als Liù in Puccinis Turandot (Puccini) anlässlich des 30-jährigen Bestehens des Macao International Music Festivals.
In der Saison 2017/18 debütierte sie als Leonora in Verdis Il trovatore im Seoul Arts Center und spielte diese Rolle auch in 15 Auftritten in der Grazer Oper. Im März 2018 debütierte sie in Verdis Messa da Requiem und einen Monat später als Elisabetta in Verdis Don Carlos.